# Leucocoryne pachystyla
Leucocoryne pachystyla är en amaryllisväxtart som beskrevs av Pierfelice Ravenna. Leucocoryne pachystyla ingår i släktet Leucocoryne och familjen amaryllisväxter. Inga underarter finns listade i Catalogue of Life.